# سوادة (الشرقية)
قرية سواده هي إحدى القرى التابعة لمركز فاقوس في محافظة الشرقية في جمهورية مصر العربية. حسب إحصاءات سنة 2006، بلغ إجمالي السكان في سواده 27325 نسمة، منهم 13832 رجل و13493 امرأة.

## التاريخ
ذكرها علي مبارك في كتابه الخطط التوفيقية باسم "السويدة"، حيث ذكر أنها قرية في مديرية الشرقية بقسم العلاقمة، وأن بها ماكينة لري الزراعة، ويكثرفيها زراعة الشعير.